# Kino Triglav
Kino Triglav se nahaja na Kodeljevem v Mostah v Ljubljani.
Kot del državnega filmskega podjetja je kot Kino Kodeljevo prve filme predvajal že okoli leta 1935, 1947 je bil registriran kot občinski kino. Januarja 1977 je postal del Ljubljanskih kinematografov. 4. aprila 1979 je doživel največjo prenovo, število sedežev so zmanjšali iz 514 na 250 in namestili moderne klimatske naprave.
Leta 1948 je imel 24.000 obiskovalcev, na vrhuncu 1958 – 37.000, 1971 pa 16.500 obiskovalcev.
Leta 2001 so Ljubljanski kinematografi v kinu prenehali s predvajanjem filmov, pozneje pa so bili prostori v postopku denacionalizacije vrnjeni župniji Kodeljevo in Salezijanskemu domu Kodeljevo, ki pa ga ne morejo upravljati, saj vsi pravni postopki denacionalizacije še niso končani, v njem nameravajo urediti mladinski center.
Aprila 2013 je 200 protestnikov demonstrativno zasedlo propadajoči objekt, prostor so polepili z napisi "naša last" in si v njem ogledali dokumentarni film Razlogi za bes.